# Seleção Brasileira Militar Feminina de Futebol
A Seleção Brasileira Militar Feminina de Futebol, também chamada de Seleção Brasileira Feminina de Futebol Militar ou ainda Seleção Brasileira Militar de Futebol Feminino, é a equipe que representa o Brasil nas competições internacionais militares de futebol.
A equipe foi formada em maio 2009 para defender a bandeira brasileira nos Jogos Mundiais Militares de 2011, que foram disputados no Rio de Janeiro. Desde então, o Brasil conquistou por 2 vezes a medalha de ouro nos Jogos Mundiais Militares, 3 vezes o Campeonato Mundial Militar, e 1 vez a 2a colocação no Campeonato Mundial Militar.

## Conquistas
Campeonato Mundial Militar
- 1o Lugar - 3 vezes (2009[2] , 2010[2], 2018[3])
- 3o Lugar - 1 vez (2012)
- 2o Lugar - 1 vez (2016)

Jogos Mundiais Militares
- Medalha de Ouro - 2 vezes (Rio de Janeiro-2011 e Mungyeong-2015)